# Vadim Demidov
Vadim Sergeievic Demidov (Riga, 10 ottobre 1986) è un ex calciatore norvegese, di ruolo difensore.

## Caratteristiche tecniche
Demidov ha iniziato la carriera da difensore, ma in seguito è stato impiegato anche da centrocampista. È forte nei contrasti e bravo nel gioco aereo. È capace di uscire con la palla al piede dalla difesa, motivo per cui è stato schierato anche a centrocampo.

## Carriera

### Club
Proveniente dal Runar, Demidov – figlio di Sergei, giocatore sovietico di pallamano – ha debuttato nella 1. divisjon con la maglia del Sandefjord, sostituendo Magne Sturød nel successo casalingo per 3-1 contro l'Hødd. Con il passare del tempo, ha mostrato progressi ed ha ricoperto un ruolo sempre più importante nel Sandefjord. Si è però gravemente alla schiena e ha passato dodici mesi lontano dal campo da gioco. È tornato a giocare poi nella squadra riserve del Sandefjord, per fargli riacquistare il ritmo partita.
Precedentemente all'inizio del campionato 2006, è stato ceduto in prestito al Manglerud Star. Ha esordito con il nuovo club, sempre militante in 1. divisjon, nel pareggio per 2-2 contro l'Hønefoss. Il 21 maggio ha siglato la prima marcatura della sua carriera professionistica, nel successo per 4-3 contro il Pors Grenland.
L'anno seguente, si è trasferita a titolo definitivo all'Hønefoss. Ha giocato il primo incontro nel pareggio a reti inviolate contro il Bodø/Glimt, datato 9 aprile 2007. Ha giocato un'unica stagione con questa maglia, collezionando 28 presenze tra campionato e coppa.
Per l'annata successiva, infatti, ha firmato per il Rosenborg. Ha disputato il primo incontro per il club nella sconfitta casalinga per 0-1 contro la Fiorentina, partita valida per la Coppa UEFA 2007-2008, in data 14 febbraio 2008. Il 31 marzo ha esordito nell'Eliteserien, giocando da titolare nella vittoria per 2-1 sul Lyn Oslo. Il 27 giugno realizzò la prima rete nella massima divisione, nel pareggio per 1-1 contro il Bodø/Glimt. È rimasto in squadra fino alla fine dell'Eliteserien 2010, vincendo due campionati e una Superfinalen.
Dal 1º gennaio 2011, è passato alla Real Sociedad, a parametro zero, dopo aver rifiutato la proposta di rinnovo da parte del Rosenborg. Il 28 gennaio ha debuttato nella Primera División, subentrando ad Antoine Griezmann nel successo per 2-0 sull'Almería.
Il 23 luglio, è stato ufficializzato il trasferimento del norvegese all'Eintracht Francoforte, che si è legato al nuovo club con un contratto dalla durata triennale. Ha debuttato nella Bundesliga il 7 ottobre, nella sconfitta per 2-0 sul campo del Borussia Mönchengladbach. A causa del poco spazio in squadra, il 2 gennaio 2013 è passato al Celta Vigo con la formula del prestito. Il 12 gennaio ha disputato il primo incontro in squadra, nella sconfitta per 1-0 sul campo dell'Espanyol. A fine stagione, il Celta Vigo ha raggiunto la salvezza. Il 3 luglio 2013, ha rescisso l'accordo che lo legava all'Eintracht Francoforte. Svincolato, si è allenato con il Rosenborg. Il 2 settembre 2013, ha firmato ufficialmente un contratto con i russi dell'Anži. Non ha disputato alcuna partita di campionato con questa maglia.
Il 29 gennaio 2014, ha firmato un contratto triennale con il Brann e ha scelto la maglia numero 6. Ha esordito in squadra il 30 marzo successivo, schierato titolare nella sconfitta per 3-0 maturata sul campo del Sarpsborg 08. Il Brann ha chiuso il campionato al 14º posto, retrocedendo in 1. divisjon dopo aver perso nel doppio confronto con il Mjøndalen, valido per le qualificazioni all'Eliteserien.
Il 21 ottobre 2015, in virtù della vittoria del Sogndal sul Kristiansund nel recupero della 27ª giornata di campionato, il Brann ha matematicamente conquistato la promozione in Eliteserien con due giornate d'anticipo sulla fine della stagione. Si è svincolato al termine del campionato 2016.
Il 10 gennaio 2017, gli statunitensi del Minnesota United – franchigia esordiente della Major League Soccer – hanno confermato l'ingaggio di Demidov. Ha esordito in squadra il 3 marzo, schierato titolare nella sconfitta per 5-1 subita contro Portland. Ha totalizzato 3 presenze in squadra nel corso di quella stagione.
Il 7 marzo 2018, Demidov ha fatto ufficialmente ritorno in Norvegia per giocare nelle file dello Stabæk.
Il 29 novembre 2019 ha annunciato il suo ritiro dal calcio professionistico.

### Nazionale
Demidov, convocabile sia per la Lettonia che per la Norvegia, ha scelto di giocare per gli scandinavi. Ha esordito il 5 ottobre 2006 per la Norvegia under 21: è subentrato a Steinar Strømnes nella vittoria per 1-3 contro la Danimarca. Il 12 ottobre 2007 ha segnato il primo gol per questa selezione giovanile norvegese, nella vittoria per 2-1 sulla Svizzera. Si è ripetuto il 20 novembre dello stesso anno, contro l'Estonia. In totale, per la Norvegia Under-21, ha disputato 13 gare, con 2 reti all'attivo.
Il 28 maggio 2008, ha esordito con la Nazionale maggiore, nella sfida amichevole contro l'Uruguay: ha sostituito Jan Gunnar Solli nel corso del secondo tempo.

## Statistiche

### Presenze e reti nei club
Statistiche aggiornate al 27 novembre 2019.
| Stagione             | Club                  | Campionato           | Campionato | Campionato | Coppe nazionali | Coppe nazionali | Coppe nazionali | Coppe continentali | Coppe continentali | Coppe continentali | Supercoppe | Supercoppe | Supercoppe | Totale | Totale |
| Stagione             | Club                  | Comp                 | Pres       | Reti       | Comp            | Pres            | Reti            | Comp               | Pres               | Reti               | Comp       | Pres       | Reti       | Pres   | Reti   |
| -------------------- | --------------------- | -------------------- | ---------- | ---------- | --------------- | --------------- | --------------- | ------------------ | ------------------ | ------------------ | ---------- | ---------- | ---------- | ------ | ------ |
| 2004                 | Sandefjord            | 1D                   | 1          | 0          | CN              | 0               | 0               | -                  | -                  | -                  | -          | -          | -          | 1      | 0      |
| 2005                 | Sandefjord            | 1D                   | 0          | 0          | CN              | 0               | 0               | -                  | -                  | -                  | -          | -          | -          | 0      | 0      |
| Totale Sandefjord    | Totale Sandefjord     | Totale Sandefjord    | 1          | 0          |                 | 0               | 0               |                    | -                  | -                  |            | -          | -          | 1      | 0      |
| 2006                 | Manglerud Star        | 1D                   | 30         | 2          | CN              | 3               | 2               | -                  | -                  | -                  | -          | -          | -          | 33     | 4      |
| 2007                 | Hønefoss              | 1D                   | 27         | 0          | CN              | 1               | 0               | -                  | -                  | -                  | -          | -          | -          | 28     | 0      |
| 2008                 | Rosenborg             | ES                   | 25         | 1          | CN              | 1               | 0               | CU+CU              | 2+7                | 0                  | -          | -          | -          | 35     | 1      |
| 2009                 | Rosenborg             | ES                   | 28         | 3          | CN              | 4               | 0               | -                  | -                  | -                  | -          | -          | -          | 0      | 0      |
| 2010                 | Rosenborg             | ES                   | 26         | 0          | CN              | 2               | 0               | UCL+UEL            | 6+6                | 1+0                | S          | 1          | 0          | 41     | 1      |
| Totale Rosenborg     | Totale Rosenborg      | Totale Rosenborg     | 79         | 4          |                 | 7               | 0               |                    | 21                 | 1                  |            | 1          | 0          | 108    | 5      |
| gen.-giu. 2011       | Real Sociedad         | PD                   | 13         | 0          | CR              | 0               | 0               | -                  | -                  | -                  | -          | -          | -          | 13     | 0      |
| 2011-2012            | Real Sociedad         | PD                   | 23         | 0          | CR              | 4               | 0               | -                  | -                  | -                  | -          | -          | -          | 27     | 0      |
| Totale Real Sociedad | Totale Real Sociedad  | Totale Real Sociedad | 36         | 0          |                 | 4               | 0               |                    | -                  | -                  |            | -          | -          | 40     | 0      |
| 2012-gen. 2013       | Eintracht Francoforte | BL                   | 5          | 0          | CG              | 1               | 0               | -                  | -                  | -                  | -          | -          | -          | 6      | 0      |
| gen.-giu. 2013       | Celta Vigo            | PD                   | 12         | 0          | CR              | 1               | 0               | -                  | -                  | -                  | -          | -          | -          | 13     | 0      |
| set. 2013-gen. 2014  | Anži                  | PL                   | 0          | 0          | CR              | 1               | 0               | UEL                | 1                  | 0                  | -          | -          | -          | 2      | 0      |
| 2014                 | Brann                 | ES                   | 5          | 0          | CN              | 0               | 0               | -                  | -                  | -                  | -          | -          | -          | 5      | 0      |
| 2015                 | Brann                 | 1D                   | 25         | 1          | CN              | 1               | 0               | -                  | -                  | -                  | -          | -          | -          | 26     | 1      |
| 2016                 | Brann                 | ES                   | 26         | 1          | CN              | 0               | 0               | -                  | -                  | -                  | -          | -          | -          | 26     | 1      |
| Totale Brann         | Totale Brann          | Totale Brann         | 56         | 2          |                 | 1               | 0               |                    | -                  | -                  |            | -          | -          | 57     | 2      |
| 2017                 | Minnesota Utd         | MLS                  | 3          | 0          | USOC            | 0               | 0               | -                  | -                  | -                  | -          | -          | -          | 3      | 0      |
| 2018                 | Stabæk                | ES                   | 25         | 1          | CN              | 0               | 0               | -                  | -                  | -                  | -          | -          | -          | 25     | 1      |
| 2019                 | Stabæk                | ES                   | 15         | 0          | CN              | 0               | 0               | -                  | -                  | -                  | -          | -          | -          | 15     | 0      |
| Totale Stabæk        | Totale Stabæk         | Totale Stabæk        | 40         | 1          |                 | 0               | 0               |                    | -                  | -                  |            | -          | -          | 40     | 1      |
| Totale               | Totale                | Totale               | 293        | 9          |                 | 19              | 2               |                    | 22                 | 1                  |            | 1          | 0          | 335    | 12     |

### Cronologia presenze e reti in Nazionale
| Cronologia completa delle presenze e delle reti in nazionale ― Norvegia | Cronologia completa delle presenze e delle reti in nazionale ― Norvegia | Cronologia completa delle presenze e delle reti in nazionale ― Norvegia | Cronologia completa delle presenze e delle reti in nazionale ― Norvegia | Cronologia completa delle presenze e delle reti in nazionale ― Norvegia | Cronologia completa delle presenze e delle reti in nazionale ― Norvegia | Cronologia completa delle presenze e delle reti in nazionale ― Norvegia | Cronologia completa delle presenze e delle reti in nazionale ― Norvegia |
| Data                                                                    | Città                                                                   | In casa                                                                 | Risultato                                                               | Ospiti                                                                  | Competizione                                                            | Reti                                                                    | Note                                                                    |
| ----------------------------------------------------------------------- | ----------------------------------------------------------------------- | ----------------------------------------------------------------------- | ----------------------------------------------------------------------- | ----------------------------------------------------------------------- | ----------------------------------------------------------------------- | ----------------------------------------------------------------------- | ----------------------------------------------------------------------- |
| 28-5-2008                                                               | Oslo                                                                    | Norvegia                                                                | 2 – 2                                                                   | Uruguay                                                                 | Amichevole                                                              | -                                                                       |                                                                         |
| 3-3-2010                                                                | Žilina                                                                  | Slovacchia                                                              | 0 – 1                                                                   | Norvegia                                                                | Amichevole                                                              | -                                                                       |                                                                         |
| 2-6-2010                                                                | Oslo                                                                    | Norvegia                                                                | 0 – 1                                                                   | Ucraina                                                                 | Amichevole                                                              | -                                                                       |                                                                         |
| 11-8-2010                                                               | Oslo                                                                    | Norvegia                                                                | 2 – 1                                                                   | Francia                                                                 | Amichevole                                                              | -                                                                       |                                                                         |
| 7-9-2010                                                                | Oslo                                                                    | Norvegia                                                                | 1 – 0                                                                   | Portogallo                                                              | Qual. Euro 2012                                                         | -                                                                       |                                                                         |
| 12-10-2010                                                              | Zagabria                                                                | Croazia                                                                 | 2 – 1                                                                   | Norvegia                                                                | Amichevole                                                              | -                                                                       |                                                                         |
| 9-2-2011                                                                | Faro                                                                    | Polonia                                                                 | 1 – 0                                                                   | Norvegia                                                                | Amichevole                                                              | -                                                                       |                                                                         |
| 4-6-2011                                                                | Lisbona                                                                 | Portogallo                                                              | 1 – 0                                                                   | Norvegia                                                                | Qual. Euro 2012                                                         | -                                                                       |                                                                         |
| 10-8-2011                                                               | Oslo                                                                    | Norvegia                                                                | 3 – 0                                                                   | Rep. Ceca                                                               | Amichevole                                                              | -                                                                       |                                                                         |
| 6-9-2011                                                                | Copenaghen                                                              | Danimarca                                                               | 2 – 0                                                                   | Norvegia                                                                | Qual. Euro 2012                                                         | -                                                                       |                                                                         |
| 11-10-2011                                                              | Oslo                                                                    | Norvegia                                                                | 3 – 1                                                                   | Cipro                                                                   | Qual. Euro 2012                                                         | -                                                                       |                                                                         |
| 12-11-2011                                                              | Cardiff                                                                 | Galles                                                                  | 4 – 1                                                                   | Norvegia                                                                | Amichevole                                                              | -                                                                       |                                                                         |
| 29-2-2012                                                               | Belfast                                                                 | Irlanda del Nord                                                        | 0 – 3                                                                   | Norvegia                                                                | Amichevole                                                              | -                                                                       |                                                                         |
| 26-5-2012                                                               | Oslo                                                                    | Norvegia                                                                | 0 – 1                                                                   | Inghilterra                                                             | Amichevole                                                              | -                                                                       |                                                                         |
| 2-6-2012                                                                | Oslo                                                                    | Norvegia                                                                | 1 – 1                                                                   | Croazia                                                                 | Amichevole                                                              | -                                                                       |                                                                         |
| 15-8-2012                                                               | Oslo                                                                    | Norvegia                                                                | 2 – 3                                                                   | Grecia                                                                  | Amichevole                                                              | -                                                                       |                                                                         |
| Totale                                                                  |                                                                         | Presenze                                                                | 16                                                                      |                                                                         | Reti                                                                    | 0                                                                       |                                                                         |

## Palmarès

### Club

#### Competizioni nazionali
- Campionato norvegese: 2

Rosenborg: 2009, 2010
- Superfinalen: 1

Rosenborg: 2010